# Aller (apellido)
Aller es un apellido de origen español (del Principado de Asturias), si bien también se encuentra originado en Alemania.

## Origen

### Origen asturiano
Apellido toponímico con origen asturiano, en el concejo de Aller.
La primera persona que se sabe que adoptó el nombre fue Diego Fernández de Aller, originario de Puebla de Lillo, León quien habría tomado el apellido tras fundar casa en la parroquia de Aller.

#### Origen alemán
En Alemania existe el apellido Van Aller, en la región de Westfalia derivado del idioma germánico, de la palabra "alre" o "elre", que significan "aliso". El uso del Van podría indicar que el origen era aristocrático. Además, existen diversas regiones del norte con lugares llamados Eller, así como una corriente de agua llamada Ellera y el Río Aller, nombres de los que también podría derivar el apellido. Con lo que esta vertiente es también un apellido toponímico, por nombre del lugar y también por características geográficas. Su lema era: "La gloria es la sombra de la virtud.
En esta vertiente, también puede derivar de Ahler, que deriva de "adal" y "hari", y significa ejército noble.

## Migraciones

### Origen asturiano
El apellido se extendió desde Asturias por Castilla y León. Desde ahí, cruzó a América, extendiéndose por México y Quito.

### Origen alemán
La familia Van Aller migró a Norteamérica en busca de prosperidad. En Estados Unidos, los asentamientos alemanes se centraron en Pensilvania, Texas, Nueva York, Illinois y California, mientras que en Canadá se centraron en Ontario y las praderas canadienses.

### Origen británico
En Somerset, existe una localidad llamada Aller, y se sabe que estuvo habitada por gente que utilizaba dicho apellido. No obstante, hoy en día, hay escasez de datos relativos a ese apellido en la actualidad.

## Blasones

### Origen asturiano[1]
Hay varios modelos, algunos en ubicaciones concretas.
- En campo de oro, una banda de gules, cargada de una cotiza de plata.
- En campo de oro, una banda, de gules, engolada en cabezas de dragones de sinople; bordura de azur, con nueve aspas, de oro.
- En campo de oro, una banda, de gules, cargada de una cotiza, de plata y engolada en cabezas de dragones de sinople; bordura de azur, con nueve aspas, de oro.
- En campo de oro, una banda, de gules, engolada en cabezas de dragones de sinople; bordura de azur, con tres ruedas de Santa Catalina, una en lo alto y las otras dos en los costados.
- En campo de oro, una banda, de gules, engolada en cabezas de dragones de sinople; bordura de azur, y en la cabeza de esa bordura una cruz de plata, semejante a la de San Juan.
- En el Concejo de Aller,  según Diego de Soto y Aguilar: En campo de oro, una banda de gules engolada en dragantes de sinople; bordura de gules, con ocho aspas de oro.
- También en el Concejo de Aller,  según Diego de Soto y Aguilar: En campo de oro, una banda de gules engolada en dragantes de sinople; bordura de azur, con ocho aspas de oro.
- Según Vicente de Cadenas, los de origenasturiano afincados en Castilla y León, migrados a México y Ecuador: En campo de plata, sobre ondas de azur y plata, una sirena de oro.

### Origen alemán, en losPaíses Bajos[5]
- En oro, tres gorriones al natural.

De Van Aller y Van Oldenaller:
- En sinople, cabeza de buey de plata con cuerno de oro.
- Sobre rojo, casco adornado de oro apoyado sobre dos colas de pavos al natural.
- Cabeza de buey de plata.